# Stora Bjurholmen
Stora Bjurholmen är en ö i Finland. Den ligger i kommunen Borgå i landskapet Nyland, i den södra delen av landet, 50 km öster om huvudstaden Helsingfors.
Stora Bjurholmen har vägförbindelse med Pellinge via Ölandet.